# Kolovrat (simbol)
Kolovrat je stari simbol, ki izhaja iz slovanske kulture. Beseda pomeni nekaj, kar se vrti, in spominja na sonce. Simbol je običajno videti kot kolo z osmimi kraki, ki se vrtijo v krogu.
Zgodovina kolovrata sega zelo daleč v preteklost, še pred časom pisane zgodovine. Podobne oblike simbola so našli že v prazgodovinskih naseljih v Evropi in Aziji. V slovanskih deželah, med njimi tudi na območju današnje Slovenije, je bil ta simbol pogosto del vsakdanjega življenja. Najdemo ga na oblačilih, orodjih, nakitu in tudi na hišah. Uporabljali so ga kot zaščitni znak in kot duhovni simbol.
Kolovrat je pomenil sonce, svetlobo, toploto in življenje. Ljudje so verjeli, da sonce prinaša življenje in red v naravi. Vrtenje simbola je ponazarjalo večne kroge narave – dan in noč, letne čase, rojstvo in smrt. Bil je tudi simbol duhovne moči, boja med dobrim in zlim, ter prehoda med svetovi.
Simbol se povezuje z bogovi iz stare slovanske vere. Povezovali so ga z bogom neba in sonca. Bil je znak svetlobe, resnice, življenja in novih začetkov.
V Sloveniji so kolovrat včasih vrezovali v lesene hiše kot zaščito pred slabim. Uporabljali so ga tudi pri poročnih obredih in v narodnih vezeninah.
V novejšem času je simbol dobil tudi drugačne pomene. Nekatere skupine so ga uporabile za svoje cilje, kar je povzročilo zmedo. Pomembno je vedeti, da je kolovrat star in duhoven simbol, ki nima nič skupnega z ideologijami 20. stoletja.
Kolovrat je del bogate kulturne in duhovne dediščine. Prikazuje, kako so naši predniki razumeli svet, naravo in človekovo mesto v njej. Pomaga nam razumeti starodavne poglede na življenje, ki so še vedno pomembni danes.